# Бабенко Алла Григорівна
А́лла Григо́рівна Бабе́нко (нар. 26 грудня 1937, Дніпропетровськ) — українська театральна режисерка та акторка. Заслужений діяч мистецтв Української РСР (1988), Народна артистка України (1997), лауреатка премії імені Володимира Блавацького Національної спілки театральних діячів України.
Основне місце роботи — Національний академічний український драматичний театр імені Марії Заньковецької.

## Біографія
Закінчила Львівський державний університет ім. І. Франка (філологія) та паралельно — акторську студію при Львівському академічному українському драмтеатрі ім. М. Заньковецької, режисерський факультет Вищого театрального училища при Державному академічному театрі ім. Є. Вахтангова (Москва, 1966—1971).
Працювала артисткою Львівського театру юного глядача ім. М. Горького та Липецького драматичного театру; режисеркою Казанського великого драматичного театру ім. В. Качалова, режисеркою-стажеркою Московського театру ім. Моссовєта, з 1977 — режисерка-постановниця Львівського академічного українського драмтеатру ім. М. Заньковецької.

## Вистави, поставлені на сцені Львівського драмтеатру ім. М. Заньковецької
- «Німий лицар» Хелтаї (1979)
- «Кафедра» (1979), «Візаві» (1981), «Спокуса» (1988) Валерії Врублевської
- «Житейське море», «Гріх покаяння» (1992) Івана Карпенка-Карого
- «Розорене гніздо» Янки Купали (1982)
- «Лісова пісня» Лесі Українки (1983)
- «Безприданниця» Миколи Островського (1985)
- «Отелло» (1985), «Макбет» (1992) Шекспіра
- «Тартюф» Мольєра (1986)
- «Федра» Расіна (1988)
- «Чорна Пантера і Білий Ведмідь» (1990), «Брехня» (1991), Володимира Винниченка
- «Гедда Габлер» Ібсена (1993)
- «Сейлемські відьми» Артура Міллера (1995)
- «Медея» Жана Ануя (1996)
- «Мужчина» (1996), «Мадам Боварі» (за Флобером, 1997) Богдана Стельмаха
- «Дама з собачкою» (2003), «Вітрогонка» (2004), «Дім з мезоніном» (2005) Антона Чехова
- «Валентин і Валентина» Михайла Рощина